# Матка-Йоль
Ма́тка-Йоль або Маткає́ль (рос. Матка-Ёль, Маткаель) — річка в Республіці Комі, Росія, ліва притока річки Сар'ю, правої притоки річки Ілич, правої притоки річки Печора. Протікає територією Троїцько-Печорського району.
Річка бере початок на західних схилах височини Иджид-Парма, з великого болота. Протікає на північний захід, південний захід, захід, південний захід, захід, південний захід, південь, південний захід та захід.
Притоки:
- праві — без назви (довжина 12 км[1]), Матка-Єльвож
- ліва — без назви (довжина 10 км[2])